# Grafeno

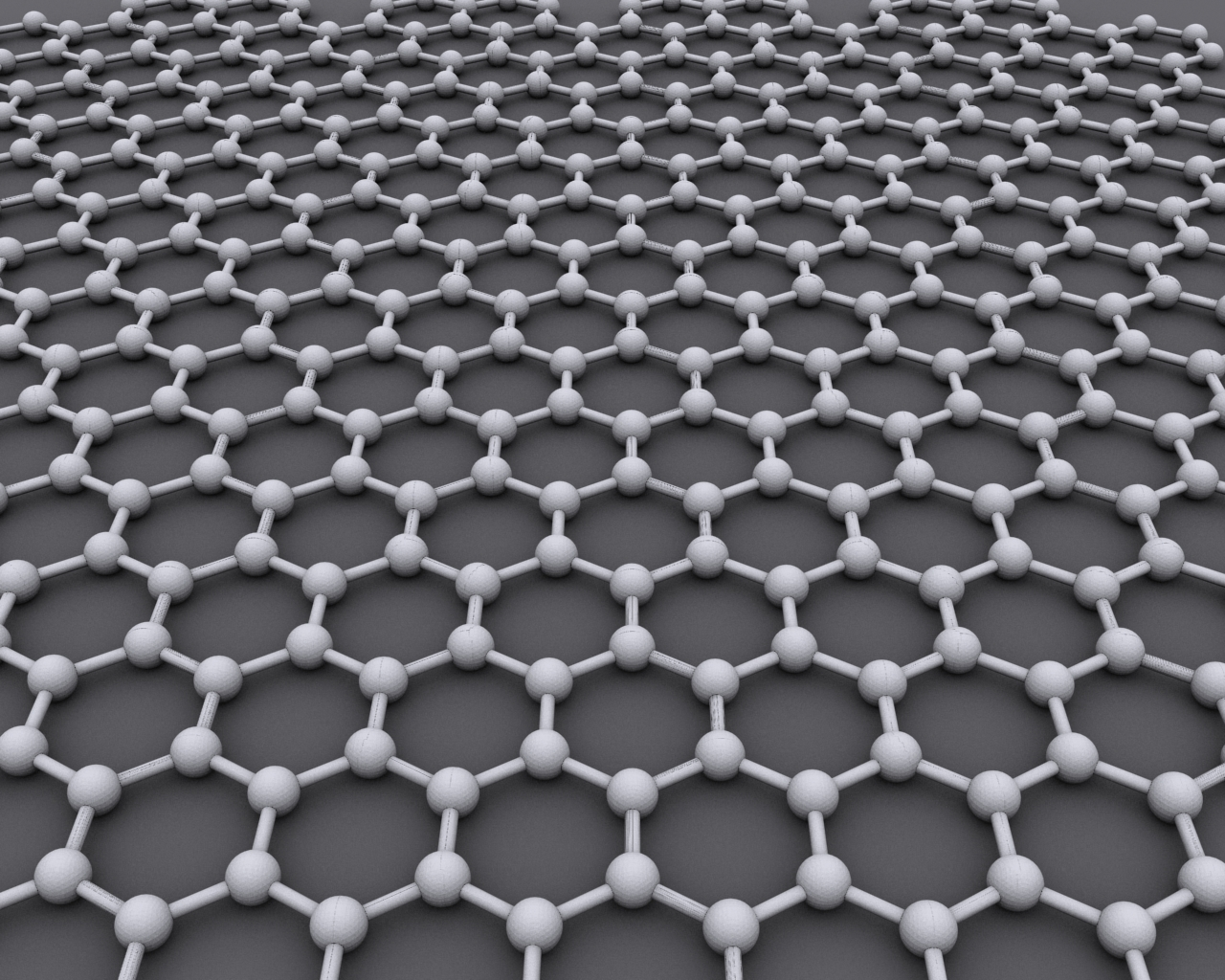
Representación gráfica del grafeno.

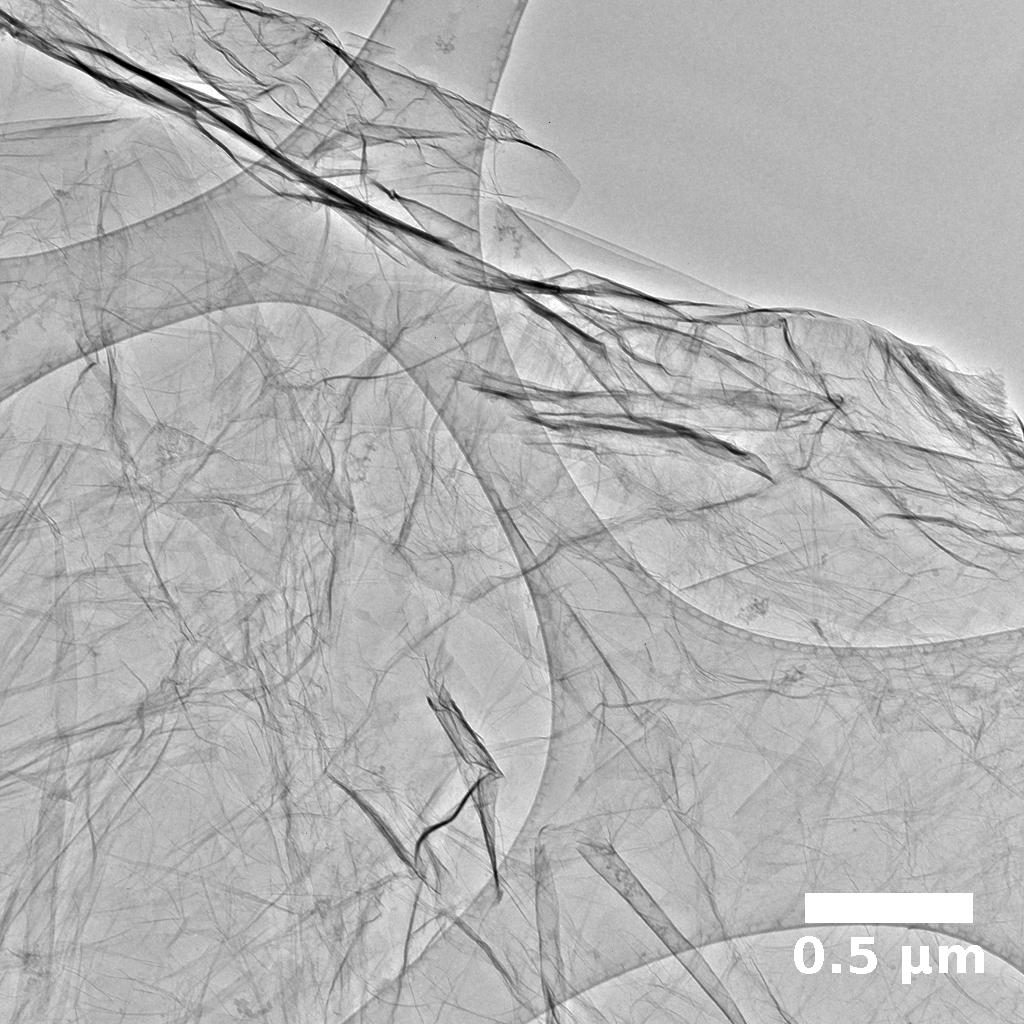
Micrografía HRTEM (High Resolution Transmission Electron Microscopy) de Grafeno (IDNano).

El grafeno es una sustancia compuesta por carbono puro, con átomos organizados en un patrón regular hexagonal, parecido al grafito. Es un material casi transparente. Una lámina de un átomo de espesor es unas 200 veces más resistente que el acero actual más fuerte, siendo su densidad más o menos la misma que la de la fibra de carbono, y unas cinco veces más ligero que el aluminio.
Es un alótropo del carbono, un teselado hexagonal plano formado por átomos de carbono y enlaces covalentes que se generan a partir de la superposición de los híbridos sp2 de los carbonos enlazados.
En 2004, el grafeno fue redescubierto, aislado e investigado en la Universidad de Mánchester por Andréy Gueim y Konstantín Novosiólov. En 2010, Gueim y Novosiólov recibieron el Premio Nobel de Física por sus revolucionarios descubrimientos acerca de este material.
Mediante la hibridación sp2 se explican mejor los ángulos de enlace, a 120°, de la estructura hexagonal del grafeno. Como cada uno de los carbonos contiene cuatro electrones de valencia en el estado hibridado, tres de esos electrones se alojan en los híbridos sp2, y forman el esqueleto de enlaces covalentes simples de la estructura.
El electrón sobrante se aloja en un orbital atómico tipo p perpendicular al plano de los híbridos. El solapamiento lateral de dichos orbitales da lugar a formación de orbitales de tipo π. Algunas de estas combinaciones propician un gigantesco orbital molecular deslocalizado entre todos los átomos de carbono que constituyen la capa de grafeno.
El nombre proviene de intercambio —en el vocablo grafito— de sufijos: «ito» por «eno»: propio de los carbonos con enlaces dobles. En realidad, la estructura del grafito puede considerarse una pila de gran cantidad de láminas de grafeno superpuestas. Los enlaces entre las distintas capas de grafeno apiladas se deben a fuerzas de Van der Waals e interacciones de los orbitales π de los átomos de carbono.

Estructura cristalina del grafito. Se ilustran las interacciones de las diversas capas de anillos aromáticos condensados.

En el grafeno la longitud de los enlaces carbono-carbono es de aproximadamente 142 pm (picómetros). Es el componente estructural básico de todos los demás elementos grafíticos, incluidos el propio grafito, los nanotubos de carbono y los fullerenos.
A esta estructura también se le puede considerar una molécula aromática extremadamente extensa en las dos direcciones espaciales. Es decir, sería el caso límite de una familia de moléculas planas de hidrocarburos aromáticos policíclicos denominada grafenos.
El grafeno se utiliza como blindaje antibalas y también se utiliza para los coches irrompibles y más seguros del mundo gracias a sus componentes altamente resistentes.

## Descripción
Anteriormente, se han utilizado para el término grafeno descripciones como capas de grafito, capas de carbono u hojas de carbono. [...] No es correcto utilizar, para una sola capa, un término que incluya el término grafito, que implica una estructura tridimensional. El término grafeno debe ser usado solo cuando se trata de las reacciones, las relaciones estructurales u otras propiedades de capas individuales.

En este sentido, al grafeno se le ha definido como hidrocarburo aromático policíclico infinitamente alternante de anillos de solo seis átomos de carbono. La molécula más grande de este tipo contiene 222 átomos de carbono o 37 «unidades de benceno» separadas.
Las cifras de la oración anterior son las contenidas en el resumen de la cita. Debería ser: 111 átomos de carbono y 111 átomos de hidrógeno o, más simple, 222 átomos, lo cual resulta de 37 × 6 (átomos de carbono —o de hidrógeno— del benceno, de fórmula C6H6) = 222, o bien: 18,5 anillos de benceno: 18,5 x 12 (átomos del benceno) = 222.
La opción de «unidades» fue para obtener una cifra redonda (37), y por consiguiente evitar la expresión fraccionaria (18,5).
La ilustración anterior, relativa a la estructura molecular de dos mesómeros de benceno, permite mejor comprensión de lo enunciado previamente.
Grafeno como un hidrocarburo aromático policíclico:
El grafeno puede ser descrito como un hidrocarburo aromático policíclico, compuesto por anillos de benceno (C₆H₆) en una estructura extendida. En este caso, el grafeno puede verse como una red bidimensional infinitamente alternante de anillos de seis átomos de carbono (el mismo número de átomos en el benceno).
Cálculo y la fórmula de 222 átomos:
La fórmula que mencionas —37 × 6 (átomos de carbono del benceno) = 222— es una aproximación que busca ilustrar que el grafeno se puede considerar como una estructura formada por varias unidades de benceno conectadas en una red. Este tipo de aproximación se usa para describir un fragmento del grafeno, no la totalidad de la estructura infinita del material.
La fórmula de 222 átomos: Cuando dices que el grafeno tiene 111 átomos de carbono y 111 átomos de hidrógeno, esto implica que se está considerando un grafeno con hidrógeno en su superficie, lo que es una descripción válida si se habla de grafeno hidrogenado (un material derivado del grafeno, pero con hidrógeno añadido a sus bordes). Sin embargo, si se habla del grafeno puro en su forma más básica, no debería haber hidrógeno en la fórmula, ya que en el grafeno, los átomos de carbono están solamente enlazados entre sí.
Cálculo de los átomos de carbono e hidrógeno en las "unidades de benceno":
La referencia a 37 unidades de benceno y el cálculo de 222 átomos (37 × 6) es simplemente una forma de visualizar que el grafeno podría estar compuesto por unidades repetidas de anillos de benceno. La mención de los 18,5 anillos de benceno multiplicados por 12 (el número de átomos en cada anillo de benceno) también se utiliza para ilustrar la idea de que cada anillo de benceno tiene 6 átomos de carbono, y en total, 222 átomos de carbono formarían un fragmento del grafeno.
Lo que está mal:
Unidades de benceno en el grafeno: Aunque el grafeno comparte la estructura hexagonal con el benceno, no se puede considerar como una repetición de unidades de benceno de forma estricta. El grafeno es un material continuo, no una molécula discreta formada por unidades repetidas.
El número de átomos de hidrógeno: Si se describe grafeno puro, no debe incluirse hidrógeno en la fórmula, ya que el grafeno tiene una estructura sin átomos de hidrógeno en su red (aunque pueden existir átomos de hidrógeno en los bordes del grafeno en ciertos compuestos modificados).
Conclusión:
El grafeno puede ser conceptualizado como una red continua de anillos de benceno (C₆H₆) en una disposición infinita, pero la descripción de 37 unidades de benceno y la fórmula con 222 átomos es una aproximación que describe un fragmento del grafeno o un grafeno modificado (con hidrógeno, por ejemplo). La fórmula 111 átomos de carbono y 111 átomos de hidrógeno podría ser válida en el caso del grafeno hidrogenado.
Lo importante es entender que el grafeno es una estructura bidimensional infinita de carbono que no se representa como una molécula discreta, sino como una red extendida.

## Propiedades destacadas
Entre las propiedades destacadas de este material se incluyen:
- Es extremadamente resistente: 200 veces más resistente que una hipotética lámina de acero del mismo espesor.[6]
- Es muy flexible y elástico.
- Es transparente.
- Auto enfriamiento (según algunos científicos de la Universidad de Illinois).[7]
- Conductividad térmica y eléctrica altas.[8]
- Hace reacción química con otras sustancias para producir compuestos de diferentes propiedades. Esto lo dota de gran potencial de desarrollo.
- Sirve de soporte de radiación ionizante.
- Tiene gran ligereza, como la fibra de carbono, pero más flexible.
- Menor efecto Joule: se calienta menos al conducir los electrones.
- Para una misma tarea que el silicio, tiene un menor consumo de electricidad.
- Genera electricidad al ser alcanzado por la luz.[9]
- Razón superficie/volumen muy alta que le otorga un buen futuro en el mercado de los supercondensadores.
- Se puede dopar introduciendo impurezas para cambiar su comportamiento primigenio de manera que, por ejemplo, no repela el agua o que incluso cobre mayor conductividad.
- Se autorrepara; cuando una lámina de grafeno sufre daño y se quiebra su estructura, se genera un ‘agujero’ que ‘atrae’ átomos de carbono vecinos para así tapar los huecos.
- En su forma óxida absorbe residuos radiactivos.

### Otras propiedades interesantes desde el punto de vista teórico
- Comportamiento como cuasipartículas sin masa de los electrones que se trasladan sobre el grafeno. Son los denominados fermiones de Dirac, que se mueven a velocidad constante, de manera independiente de su energía (como ocurre con la luz), en este caso a unos 106 m/s. A este respecto, la importancia del grafeno consiste en que propicia el estudio experimental de este comportamiento, predicho teóricamente hace más de cincuenta años.
- Efecto Hall cuántico, por el cual la conductividad perpendicular a la corriente toma valores discretos, o cuantizados. Esto permite medirla con suma precisión. La cuantización implica que la conductividad del grafeno nunca puede ser nula (su valor mínimo depende de la constante de Planck y de la carga del electrón).
- Efecto Hall cuántico fraccionario.
- (Debido a las propiedades anteriores) Movilización libre de los electrones por toda la lámina del grafeno: no quedan aislados en zonas de las que no puedan salir. Es el efecto conocido como localización de Anderson, que representa un problema en sistemas bidimensionales con impurezas.
- Transparencia casi completa y densidad tal que ni siquiera las moléculas de helio, que son las más pequeñas que existen, podrían atravesarlo.[10]
- Aunque no deja pasar el helio, sí permite paso al agua: en un recipiente de grafeno cerrado se evapora prácticamente a la misma velocidad que si estuviese abierto.[11]

## Propiedades mecánicas
El grafeno es de los materiales más duros y fuertes existentes, incluso supera la dureza del diamante y es doscientas veces más resistente que el acero. Es altamente rígido, de hecho, tiene un módulo de Young de 1 TPa. Por lo tanto soporta grandes fuerzas sin apenas deformarse. Se trata de un material ligero con una densidad de tan solo 0,77 miligramos por metro cuadrado (densidad indicada en unidades de superficie como causa de su estructura laminar). También cabe destacar que soporta grandes fuerzas de flexión, es decir, se puede doblar sin que se rompa.
Para hacerse una idea de la capacidad de estas propiedades mecánicas, el premio Nobel hizo una comparación con una hamaca de grafeno de un metro cuadrado de superficie y un solo átomo de espesor. Esta hamaca de grafeno podría soportar hasta 4 kg antes de romperse (equivalente al peso de un gato). En total esta hamaca pesaría lo mismo que uno de los pelos del bigote del gato, menos de un miligramo.

## Formas

### Grafeno reforzado
Esta forma de grafeno cuenta con barras de refuerzo de nanotubos de carbono incrustadas (o "varillas") es más fácil de manipular, al tiempo que mejora las cualidades eléctricas y mecánicas de ambos materiales.
Los nanotubos de carbono funcionalizados de una o varias paredes se recubren por rotación sobre láminas de cobre y luego se calientan y enfrían, utilizando los propios nanotubos como fuente de carbono. Al calentarse, los grupos funcionales de carbono se descomponen en grafeno, mientras que los nanotubos se dividen parcialmente y forman enlaces covalentes en el plano con el grafeno, lo que agrega fuerza. Los dominios de apilamiento π – π añaden más fuerza. Los nanotubos pueden superponerse, lo que hace que el material sea un mejor conductor que el grafeno estándar cultivado por CVD. Los nanotubos unen eficazmente los límites de los granos que se encuentran en el grafeno convencional. La técnica elimina los rastros de sustrato sobre el que se depositaron láminas separadas posteriormente mediante epitaxia.
Se han propuesto pilas de unas pocas capas como un sustituto rentable y físicamente flexible del óxido de indio y estaño (ITO) utilizado en pantallas y células fotovoltaicas.

### Grafeno moldeado
En 2015, investigadores de la Universidad de Illinois (UIUC) desarrollaron un nuevo enfoque para generar formas 3D a partir de láminas de grafeno 2D planas. Una película de grafeno que se había empapado en disolvente para que se hinchara y se volviera maleable se superpuso sobre un sustrato subyacente "formador". El solvente se evaporó con el tiempo, dejando una capa de grafeno que había tomado la forma de la estructura subyacente. De esta manera, pudieron producir una gama de formas microestructuradas relativamente intrincadas. Las características varían de 3,5 a 50 μm. El grafeno puro y el grafeno decorado con oro se integraron con éxito en el sustrato.

### Aerogel de grafeno
Se trata de un aerogel hecho de capas de grafeno separadas por nanotubos de carbono que ha llegado a medirse a 0,16 miligramos por centímetro cúbico. Se liofiliza una solución de grafeno y nanotubos de carbono en un molde para deshidratar la solución, dejando el aerogel. El material tiene una elasticidad y absorción superiores. Puede recuperarse completamente después de una compresión superior al 90 % y absorber hasta 900 veces su peso en aceite, a una velocidad de 68,8 gramos por segundo.

## Descubrimiento
El repentino aumento del interés científico por el grafeno puede dar la impresión de que se trata de un material nuevo. En realidad se conoce y ha sido descrito desde hace más de medio siglo. El enlace químico y su estructura se describieron durante los años 1930. Philip Russell Wallace calculó por primera vez (en 1949) la estructura electrónica de bandas. Al grafeno se le prestó poca atención durante décadas al pensarse que era un material inestable termodinámicamente ya que se pensaba que las fluctuaciones térmicas destruirían el orden del cristal dando lugar a que el cristal 2D se fundiese. Bajo esta premisa se entiende la revolución que significó que Gueim y Novosiólov consiguiesen aislar el grafeno a temperatura ambiente. La palabra grafeno se adoptó oficialmente en 1994, después de haber sido designada de manera indistinta —en el campo de la ciencia de superficies— «monocapa de grafito».
Además, muchas nanoestructuras recientemente descubiertas, como los nanotubos de carbono, están relacionadas con el grafeno. Tradicionalmente, a estos nanotubos se les ha descrito como «hojas de grafeno enrolladas sobre sí mismas». De hecho las propiedades de los nanotubos de carbono se explican y entienden fácilmente a partir de las inherentes al grafeno. Se ha descrito también la preparación de nanotiras de grafeno mediante nanolitografía, haciendo uso de un microscopio de efecto túnel.
Grafeno superrejilla
El grafeno apilado periódicamente y su isomorfo aislante proporcionan un elemento estructural fascinante en la implementación de superredes altamente funcionales a escala atómica, lo que ofrece posibilidades en el diseño de dispositivos nanoelectrónicos y fotónicos. Se pueden obtener varios tipos de superredes apilando grafeno y sus formas relacionadas. La banda de energía en las superredes apiladas en capas es más sensible al ancho de la barrera que en las superredes de semiconductores III-V convencionales. Cuando se agrega más de una capa atómica a la barrera en cada período, el acoplamiento de las funciones de onda electrónicas en los pozos potenciales vecinos se puede reducir significativamente, lo que conduce a la degeneración de subbandas continuas en niveles de energía cuantificados. Al variar el ancho del pozo, los niveles de energía en los pozos potenciales a lo largo de la dirección L-M se comportan de manera distinta a los de la dirección K-H.
Una superrejilla corresponde a una disposición periódica o cuasiperiódica de diferentes materiales, y puede ser descrita por un período de superrejilla que confiere una nueva simetría de traslación al sistema, impactando sus dispersiones fonónicas y posteriormente sus propiedades de transporte térmico. Recientemente, se han sintetizado con éxito estructuras uniformes de grafeno-hBN monocapa mediante patrones de litografía junto con deposición química de vapor (CVD). Además, las superredes de grafeno-hBN son sistemas de modelos ideales para la realización y comprensión del transporte térmico de fonones coherente (en forma de onda) e incoherente (en forma de partículas).

### Utilización

#### Reducción deloxígenoa través del grafeno

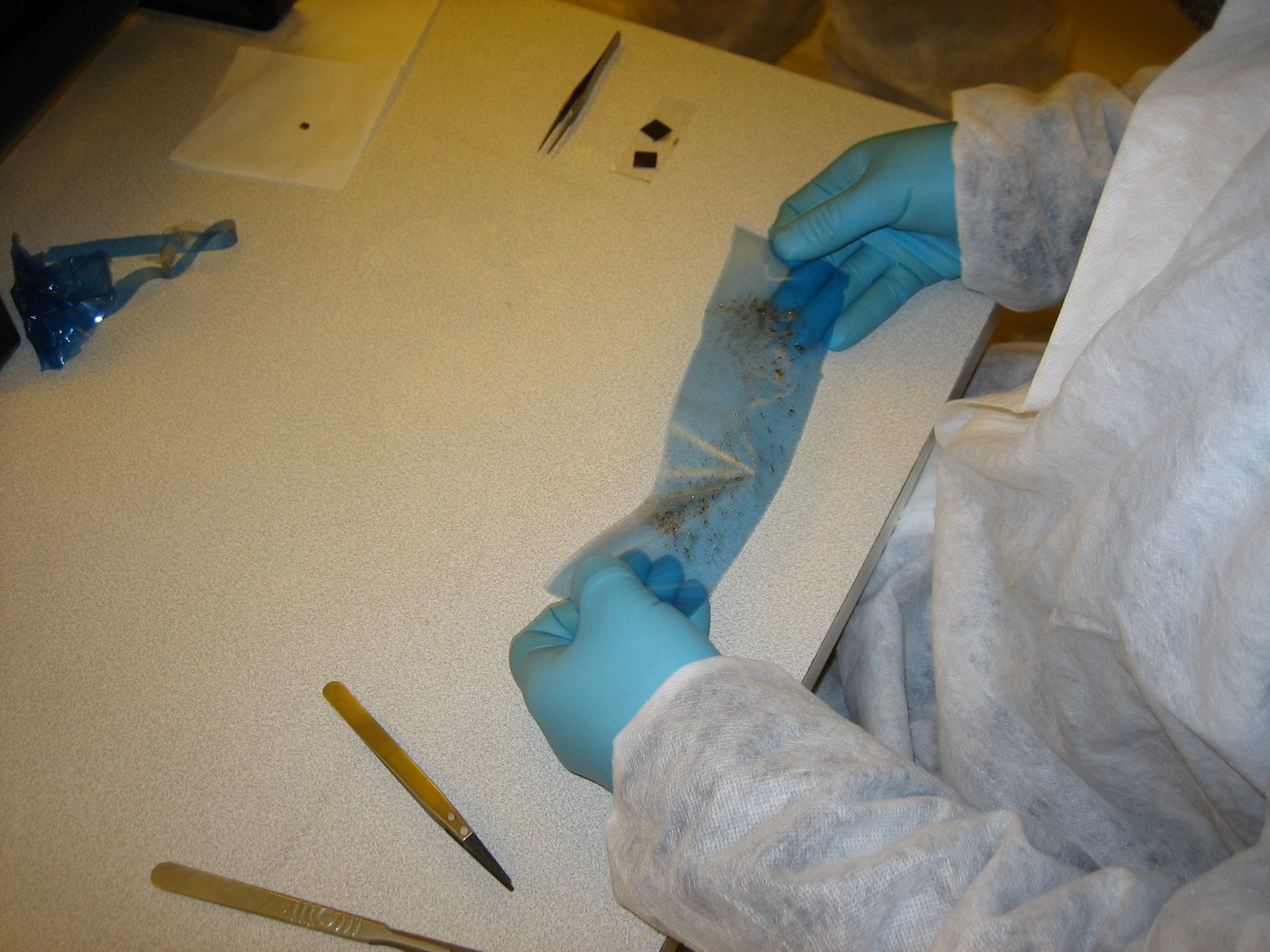
Lámina de grafeno.

En este trabajo se presenta un estudio sobre las propiedades catalíticas de las láminas de grafeno dopadas (dopaje: átomos necesitados para crear una diferencia en las capacidades conductoras de un semiconductor) con metales de transición (Fe, Co, Ni), para analizar la energía de absorción de oxígeno molecular sobre la lámina de grafeno. Los sistemas dopados con Níquel resultan con una barrera de energía menor frente a la disociación de oxígeno, pudiendo determinar que el grafeno dopado con este metal podría considerarse como un posible catalizador catódico (encargado de controlar las emisiones del tubo de escape, reduciendo su toxicidad.) de la reacción de reducción de oxígeno.

#### Grafeno en reemplazo de derivados del petróleo

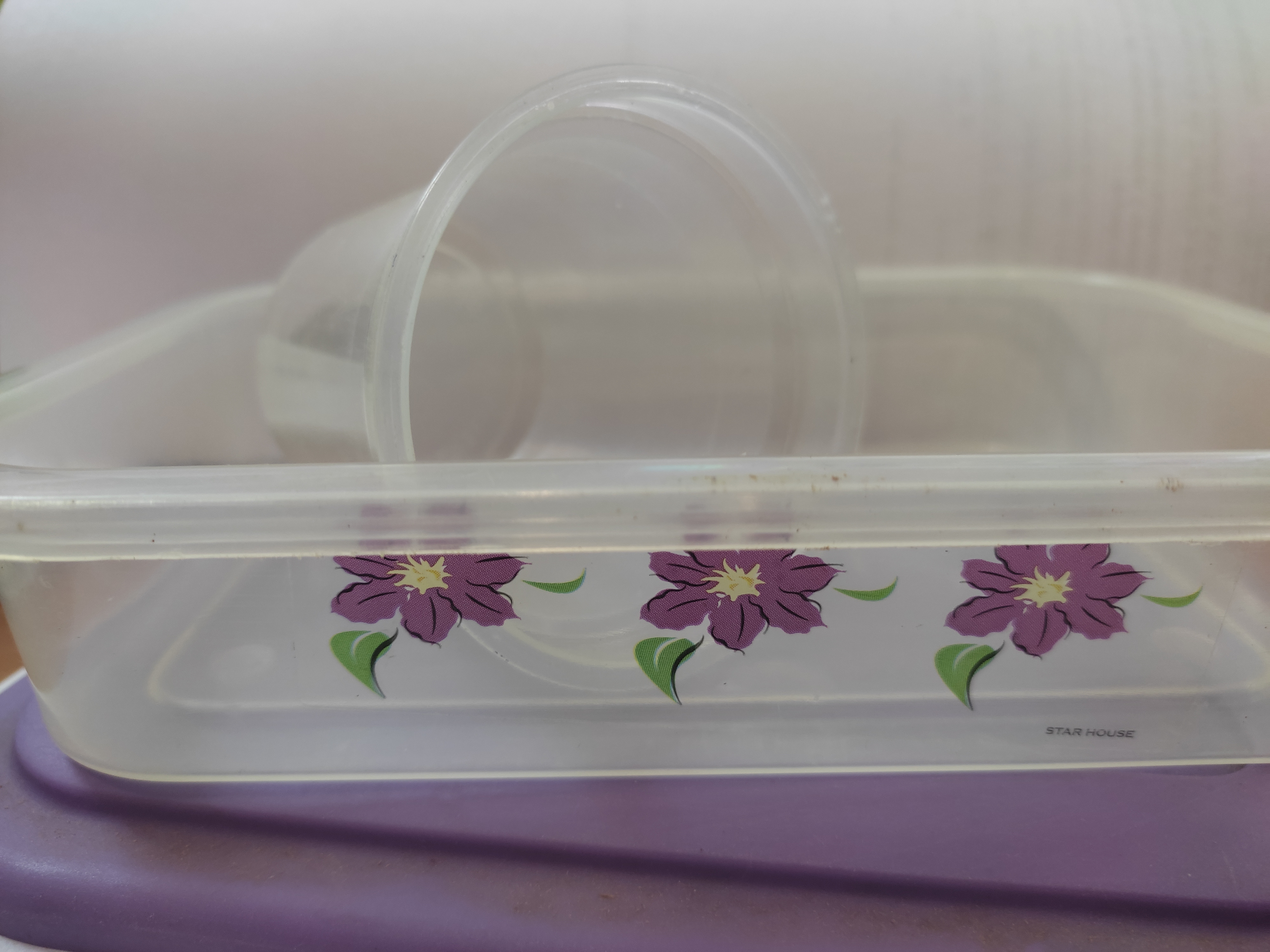
Materiales derivados del petróleo.

En este trabajo de investigación se busca mejorar las propiedades de las mezclas poliméricas de PLA y almidón de mandioca, sumando a estas nanoplacas de grafeno, para la creación de films. Se desarrollaron por un sistema lote con un mezclador y por extrusión (operación de transformación en la que un material fundido es forzado a atravesar una boquilla para producir un artículo). La incorporación de grafeno a la mezcla, resultó en un material con mejores propiedades mecánicas y una disminución de la permeabilidad al oxígeno respecto de los anteriores. Los films desarrollados con Grafeno han demostrado un comportamiento adecuado desde el punto de vista de sus propiedades y de su grado de biodegradabilidad (proceso por el cual una sustancia o material, puede ser descompuesto por organismos vivos), demostrando que pueden ser una opción a los materiales derivados del petróleo que actualmente están en el mercado. Aplicación como sustituto de los actuales materiales derivados del petróleo.

#### Distintos enfoques sobre el grafeno

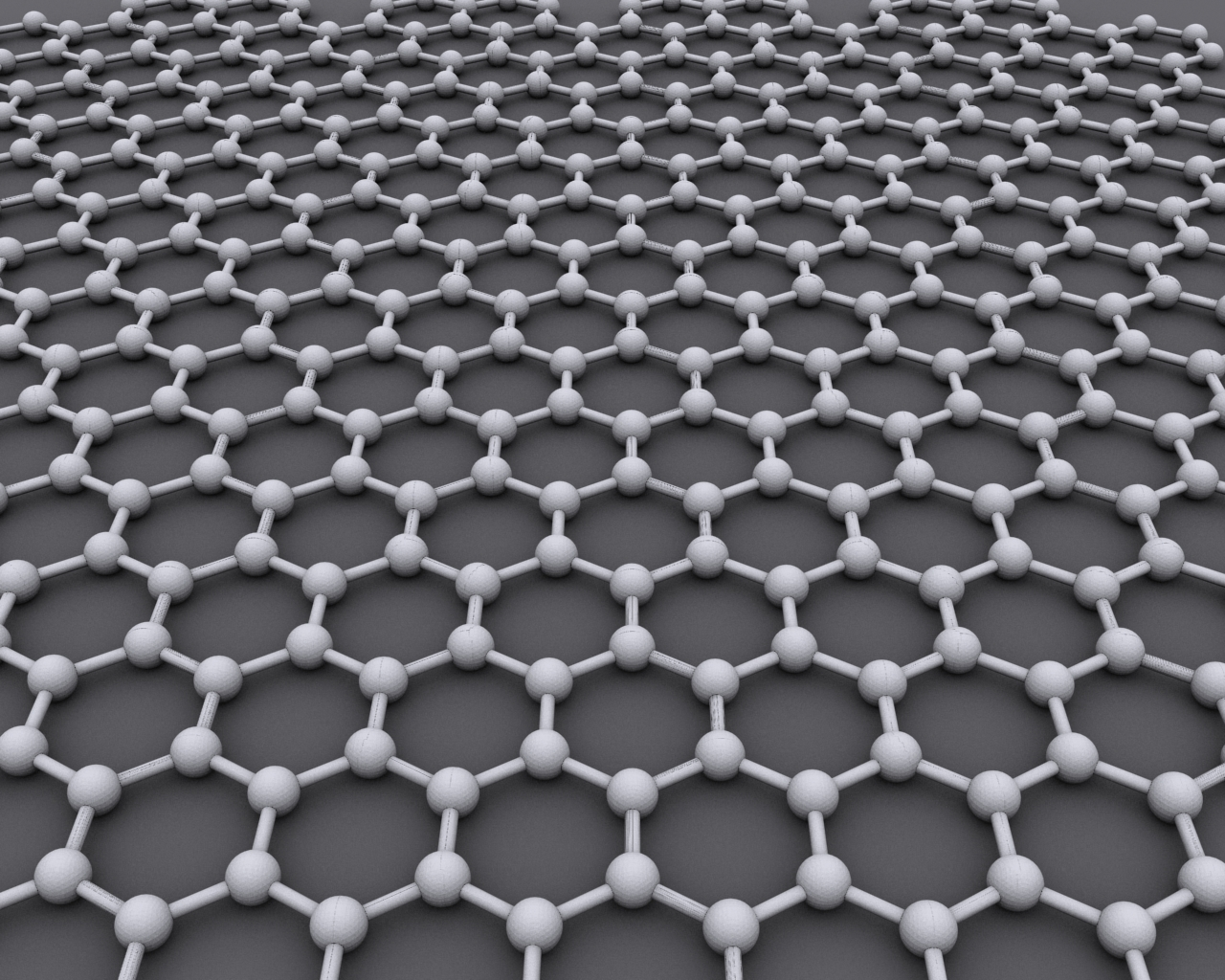
Placa de grafeno.

Algunos trabajos al respecto en Argentina. En el Instituto de Investigaciones Fisicoquímicas Teóricas y Aplicadas (INIFTA, CONICET-UNLP), se encuentra uno de los pocos grupos del país que se dedica, entre otros estudios, a la obtención de grafeno.
En el Instituto de Física “Enrique Gaviola” (IFEG, CONICET_Universidad Nacional de Córdoba) otro grupo está enfocado al estudio de las propiedades eléctricas y de transporte.
En el Instituto de Energía y Desarrollo Sustentable de la CNEA y el Instituto Balseiro se estudian propiedades electrónicas y de transporte de los electrones en el Grafeno, como así también los efectos que sobre él tienen los campos electromagnéticos.
En la Facultad de Matemática, Astronomía y Física de la Universidad Nacional de Córdoba, investigadores concluyeron mediante cálculos que el haz de un láser de luz infrarroja interrumpiría la conductividad eléctrica del material, que podría, entonces, volverse aislante. De comprobarse experimentalmente, el descubrimiento tendría un gran impacto tecnológico, ya que hasta el presente su increíble conductividad también constituyó su principal debilidad, por la imposibilidad de “detenerla” o interrumpirla. Esto permitiría “prender y apagar” su conducción.
El Centro de Física y Metrología del INTI está trabajando en colaboración con el Instituto Nacional de Metrología de Estados Unidos (NIST), con el objetivo de tomar experiencia para la fabricación de las muestras de Grafeno, que serán luego caracterizadas en Argentina para determinar su posible aplicación en metrología.

#### Purificacion del agua

Purificacion de agua con grafeno.

El óxido de grafeno es así una lámina 2D de átomos de carbono, que contiene en su superficie grupos oxigenados cuya abundancia y distribución espacial pueden controlarse durante su síntesis.
Usando esta posibilidad, un grupo de científicos e investigadores del Conicet y de la Facultad de Ciencias Exactas, Físico-Químicas y Naturales de la UNRC liderado por el doctor Gustavo M. Morales, más los investigadores Natalia Monge, Maximiliano Zensich, Florencia S. Podetti y Cecilia Pagliero, trabaja en el diseño de un material basado en hidrogeles de óxido de grafeno para el tratamiento de aguas a través del fenómeno de adsorción.
Natalia Monge ha destacado las posibilidades que presentan algunos compuestos basados en el óxido de grafeno para la adsorción económica y eficiente de contaminantes, tanto de iones como de compuestos orgánicos, para la purificación de acuíferos contaminados con arsénico, como los que se encuentran en el sur de Córdoba, (Argentina). Este material se obtiene en diferentes condiciones durante el proceso de exfoliación, purificación y posterior tratamiento de modificación química. De esta forma se logra que tenga diferentes propiedades, para “poder adsorber un tipo de compuesto u otro. En este trabajo es importante tener en cuenta el proceso de recuperación posterior al tratamiento, por ello hay una gran diferencia si se lo utiliza en forma de membrana o filtro (donde la separación no es necesaria), o bien se agrega a granel dentro de un contenedor de agua (un proceso más eficiente, pero que requiere su posterior aislación). En cualquier caso, debe ponerse especial atención a las propiedades mecánicas del material utilizado, porque no debe romperse ni perder las propiedades de adsorción durante el proceso de purificación”. “En el laboratorio, para estudiar las características del material, se fabrican pellets de aproximadamente medio centímetro de diámetro y espesor. El objetivo es introducirlos en el agua para que absorban los contaminantes y luego retirarlos, por ejemplo, a través de un filtrado. Como resultado, obtendremos agua libre de contaminantes y, por tanto, apta para su empleo en consumo humano”.
El óxido de grafeno ofrece una diversidad estructural, lo que permite hacer ingeniería sobre el material según el tipo y las condiciones del contaminante. Las características y aprendizajes sobre el óxido de Grafeno pueden ser extrapoladas a otros materiales carbonosos (por ejemplo, derivados de la biomasa) que pueden obtenerse de manera masiva a costos muy bajos. Este tipo de investigaciones podría ser de gran ayuda para millones de personas que no tienen acceso al agua potable y que, según la ONU, los métodos utilizados hasta ahora han resuelto la problemática de la contaminación con arsénico, logrando alcanzar los límites permitidos para el consumo humano, pero, sin embargo, a dichas técnicas se le asocian altos costos de operación y generación de residuos que requieren tratamiento adicional.

#### El grafeno y las proteínas

Grafeno.

Investigadores santafesinos aplican la nanotecnología para clasificar proteínas y sus aminoácidos. La idea del grupo es construir, en principio, un dispositivo para detectar fallas moleculares responsables de numerosas enfermedades que tengan su origen en secuenciación errónea de aminoácidos, además de controlar la calidad de las proteínas producidas por la ingeniería genética. “Hay enfermedades que tienen sus orígenes en malas secuenciaciones, una conocida puede ser la osteogénesis imperfecta u osteogenia imperfecta, también llamada huesos de cristal. En esta enfermedad, por ejemplo, las cadenas de colágeno tienen una estructura repetitiva de 3 aminoácidos. Una alteración en el orden distorsiona el buen funcionamiento de la proteína, donde una pequeña cantidad de colágeno funcional producido no puede ser regulada, dando lugar a la fragilidad excesiva del hueso”.
En este sentido, buscaron caracterizar y estudiar las propiedades eléctricas de un material que pudiera servir para descifrar ese código que la proteína posee oculta. El material que los investigadores propusieron fue el grafeno. La estructura del material posibilita distinguir cada uno de los bloques, los aminoácidos que conforman las proteínas. El objetivo es estudiar, desde la mecánica cuántica, cómo distribuye sus cargas o sus electrones en sus superficies con cada uno de esos aminoácidos. Si logran distinguir una señal o una diferencia eléctrica, pueden construir un secuenciador de proteínas. Para lograrlo, pensaron en un dispositivo sencillo, que modelaron con técnicas de cálculo sofisticado que, incluso, les permite comparar con datos experimentales cómo se distribuyen esas cargas. Modelan el dispositivo conectando una hoja de grafeno a una pila de 2 voltios y calculan cómo se produce la distribución de la carga en el material: "Encontramos que el Grafeno tiene una corriente diferente para cada uno de los aminoácidos. Es como si cada curva de corriente fuera la huella digital del aminoácido dentro de la proteína". Concluyen que, efectivamente, el grafeno sí puede ser un buen material para construir un secuenciador de proteínas.

## Aplicaciones en electrónica
Las propiedades del grafeno son ideales para utilizarlo como componente de circuitos integrados. Está dotado de alta movilidad de portadores, así como de bajo nivel de «ruido». Ello permite que se le utilice como canal en transistores de efecto campo (FET). La dificultad de utilizar grafeno estriba en la producción del mismo material en el sustrato adecuado. Investigadores están indagando métodos tales como transferencia de hojas de grafeno desde grafito (exfoliación) o crecimiento epitaxial (como la grafitización térmica de la superficie del carburo de silicio: SiC).
En diciembre de 2008, IBM anunció que habían fabricado y caracterizado transistores que operaban a frecuencias de 26 gigahercios (GHz). En febrero de 2010, la misma empresa anunció que la velocidad de estos nuevos transistores alcanzó los 100 GHz. En septiembre de 2010 se alcanzaron los 300 GHz.
Las publicaciones especializadas rebosan de artículos en los que se atribuye a esta estructura de carbono cualidad de «panacea universal» en la tecnología para reemplazo de dispositivos de silicio por grafeno. Pero no toda la comunidad científica comparte este optimismo. El célebre físico holandés Walter de Heer afirma:
El grafeno nunca reemplazará al silicio. Nadie que conozca el mundillo puede decir esto seriamente. Simplemente, hará algunas cosas que el silicio no puede hacer. Es como con los barcos y los aviones. Los aviones nunca han reemplazado a los barcos.
Además, el grafeno carece de una banda de resistividad, propiedad esencial que le es inherente al silicio. Eso implica que el grafeno no puede dejar de conducir electricidad: no se puede apagar.

### Cables de alta velocidad
Investigadores de la Universidad de Cambridge lograron que el grafeno fuera capaz de captar una gran cantidad de luz, lo que se puede utilizar en la creación de cables de fibra óptica muy veloces que se benefician de otra de las propiedades del material: los electrones se desplazan rápidamente en él.
Así, se prometen cables de grafeno que podrían mover información cientos de veces más rápido que uno actual, lo que podría implementarse en el área de las telecomunicaciones para la instalación de redes más veloces, aumentando así la capacidad y rapidez de internet, la telefonía móvil y en definitiva, todas las comunicaciones que se llevan a cabo sobre nuestro planeta.

### Superbaterías eléctricas
Quizás uno de los descubrimientos más emocionantes es el relacionado al campo de los acumuladores eléctricos, donde hoy en día la tecnología permite dispositivos que funcionan durante pocas horas hasta requerir de una carga eléctrica que puede durar otras varias horas, degradando la experiencia de uso en teléfonos móviles, tabletas y computadoras portátiles.

### Pantallas táctiles flexibles
Al ser capaz de conducir electrones de muy buena forma casi sin calentarse en el proceso, investigadores de la Universidad de Texas y la Universidad de Corea del Sur descubrieron que una lámina de grafeno puede usarse en el desarrollo de pantallas táctiles, aprovechando el hecho de que una lámina de grafeno puede ser totalmente transparente, ideal para colocar por sobre un panel de píxeles sin disminuir el brillo de su retroiluminado.
Además, esa delgada lámina de grafeno sensible a la conducción eléctrica y que captaría nuestros toques puede ser muy flexible, aportando a lo que podrían ser futuras pantallas táctiles flexibles, lo que bien podría acompañarse de la tecnología OLED flexible para el desarrollo de esta clase de tecnología.

### Auriculares y altavoces de calidad profesional
Qin Zhou y Alex Zettl son dos científicos de la Universidad de California que quieren revolucionar el mercado del audio gracias a sus auriculares y altavoces de grafeno. La idea es crear un diafragma hecho de grafeno que se coloque en medio de dos electrodos, tras lo cual el grafeno vibra y produce sonido.
Según los investigadores, sin mucho trabajo posterior para "afinar" los auriculares y darles un tratamiento especial, se consiguió un sonido a la par de productos actuales de alta calidad. Y como el diafragma de grafeno utiliza una lámina que es muy delgada, el tamaño y peso del producto también puede ser muy reducido, por lo que podrían crearse auriculares de alta calidad que al mismo tiempo sean muy pequeños y livianos.

### Cámaras fotográficas con una mayor sensibilidad
Una cámara fotográfica actual está compuesta, básicamente, de un lente por el que pasa la luz y que luego llega a un sensor, captándola y transformándola en información digital. Lo que investigadores de la Universidad Tecnológica de Nanyang en Singapur lograron fue crear un sensor hecho de grafeno, aumentando la sensibilidad del dispositivo unas mil veces en relación con las tecnologías actuales CMOS o CCD.
Estamos hablando de una mejora importante para sensores para cámaras profesionales y compactas, que podrían permitir mejores capturas en condiciones de poca luz y en general para cualquier ocasión. Además, estos nuevos sensores de grafeno podrían consumir diez veces menos energía y ser cinco veces más económicos de producir en masa que los convencionales.

## Aplicación en medicina
Un equipo de científicos de la Universidad de Mánchester ha demostrado que el óxido de grafeno, una forma modificada del grafeno, se comporta como agente antineoplásico que actúa directamente sobre las células cancerosas. Gracias a ello el grafeno podría utilizarse para reducir el tamaño de los tumores malignos y prevenir la propagación del cáncer. Este descubrimiento sigue siendo objeto de estudio.
Tal hallazgo es muy importante, ya que el tratamiento actual del cáncer consiste en eliminar las células de la zona afectada, tanto las cancerosas como las que no lo son. Con la ayuda del grafeno se podrían eliminar solamente las células cancerígenas, reduciendo así el número de efectos secundarios en el paciente.

## Aplicación en desalinización del agua
Está en fase de investigación el uso de una lámina de grafeno con poros de 1,8 nm para sustituir las membranas en el proceso de ósmosis inversa para la desalinización del agua. Sus agujeros son tan pequeños que las moléculas de agua pueden pasar, pero no las de la sal. 
Según las investigaciones actuales se obtendrían eficiencias mucho mayores que con las membranas actuales, y se tendrían requerimientos menores de energía. En el estado actual, el inconveniente es el costo de las membranas de grafeno, pero se espera que en el futuro estos costos podrán ser reducidos.

## Técnicas de producción del grafeno
El problema principal que impide la explotación del grafeno es que la producción de grandes cantidades es limitada. Las diferentes técnicas tradicionales de fabricación por orden ascendente de escalabilidad son:
- Exfoliación con cinta adhesiva: "Scotch Tape"
- Deposición química de vapor (CVD, Chemical Vapor Deposition”
- Exfoliación con disolventes: "Liquid Phase Exfoliation"
- Mediante descarga de arco eléctrico y generación de plasma
- Oxidación-Reducción

La calidad de las muestras va en sentido contrario al de la escalabilidad: a más escalabilidad del proceso, menor calidad de las muestras. No obstante, es posible sintetizar una mayor cantidad de nanoplaquetas de grafeno por la técnica molienda mecánica del grafito con una calidad comercial apreciable.
Recientemente, investigadores de la Universidad de Rice han conseguido sintetizar grafeno a partir del azúcar común a 800 °C siendo el grafeno resultante de alta calidad. Otra nueva técnica procede del IPCPAS-Instituto de Química Física de la Academia Polaca de Ciencias, conjuntamente con el IRI-Instituto de Investigación Interdisciplinaria de Lille. La técnica de fabricación que utilizaron fue la oxidación del grafito, obteniéndose un polvo llamado óxido de grafito. Posteriormente se suspende en agua y se coloca en un limpiador ultrasónico. Los ultrasonidos separan las láminas oxidadas de grafeno y permiten la obtención de escamas de grafeno de 300 nm de espesor.

## Grafeno en el espacio
En 2011 el telescopio espacial Spitzer de la Nasa descubrió grafeno en el espacio además de otras moléculas de la familia de los fullerenos, en concreto las moléculas C60 y C70.

## Riesgos para la salud provocados por el grafeno
La exposición a nanotubos de carbono (grafeno) reproduce en ratones de laboratorio los síntomas provocados por el asbesto, desde inflamación crónica, pérdida de las rutas supresoras de tumores, hasta desarrollo eventual y esporádico de mesotelioma maligno. La exposición en humanos supone por tanto un riesgo alto para la salud.

## Bicapas de grafeno rotado
En 2018 el físico experimental Pablo Jarillo-Herrero revolucionó el campo de la física de la materia condensada al rotar exitosamente dos capas monoatómicas de grafeno superpuesto exitosamente. El grupo de Pablo descubrió que rotando dichas capas a un ángulo 'mágico' de unos 1,1 grados, la bicapa de grafeno exhibía un comportamiento superconductor. Este descubrimiento abrió la puerta a muchos grupos tanto experimentales como teóricos de explorar el sistema y de reproducir los resultados. Este sistema ha producido gran interés en la comunidad debido a la riqueza de su diagrama de fases y la nueva física que puede albergar. Supone un punto común entre varias áreas de la física al aunar a físicos que estudian los superconductores de alta temperatura, grupos de topología y grupos de correlaciones electrónicas fuertes. Recientemente se ha descubierto la presencia de superconductividad en 3 capas de grafeno superpuestas en las que la inferior y superior están alineadas y la del medio rotada unos 1.5 grados.